# Baratili San Pietro
Baratili San Pietro (Boàtiri in sardo) è un comune italiano di 1 200 abitanti della provincia di Oristano in Sardegna, nella regione del Campidano di Oristano.

## Storia
Il nome del paese è di origine preromana. Territorio abitato in epoca fenicia, dipendente da Tharros, nel Medioevo appartenne al Giudicato d'Arborea e fece parte della curatoria del Campidano di Oristano, col solo nome di Baratili. Nel 1410, alla caduta del giudicato, entrò a far parte del Marchesato di Oristano, concesso prima ai Cubello e poi a Leonardo Alagon. Alla definitiva sconfitta degli arborensi divenne un feudo aragonese. Nel 1767 fu incorporato nel Marchesato d'Arcais, feudo dei Flores Nurra, ai quali fu riscattato nel 1839 con la soppressione del sistema feudale, per cui divenne un comune amministrato da un sindaco e da un consiglio comunale.
Nel 1864 la denominazione del Comune divenne quella di Baratili San Pietro. Nel 1927 il comune fu soppresso e aggregato a quello di Riola Sardo. Recuperò la propria autonomia nel 1945.

### Simboli
Lo stemma e il gonfalone del Comune di Baratili San Pietro sono stati concessi con decreto del presidente della Repubblica del 2 ottobre 2006.
(D.P.R. 02.10.2006)
I fassonis ("fascioni") erano imbarcazioni originarie dei paesi di Cabras e di Santa Giusta, usate anticamente per la pesca lacustre che venivano realizzate con is fenus, i fasci di fieno palustre, legati insieme con corde di giunco intrecciate, a formare scafi piatti, lunghi circa 4 m con prua appuntita e poppa tronca.
Il gonfalone è costituito da un drappo di giallo con la bordatura di verde.

## Società

### Evoluzione demografica
Abitanti censiti

### Lingue e dialetti
La variante del sardo parlata a Baratili San Pietro è il campidanese oristanese.

## Cultura

### Gastronomia
Il paese è particolarmente rinomato per un vino bianco da dessert, la "Vernaccia", nome del vitigno tipico che domina i paesaggi pianeggianti. Annualmente, nel periodo di agosto, si svolge la tipica sagra, nominata "sagra della vernaccia"